# Apophyse (Kiefern)

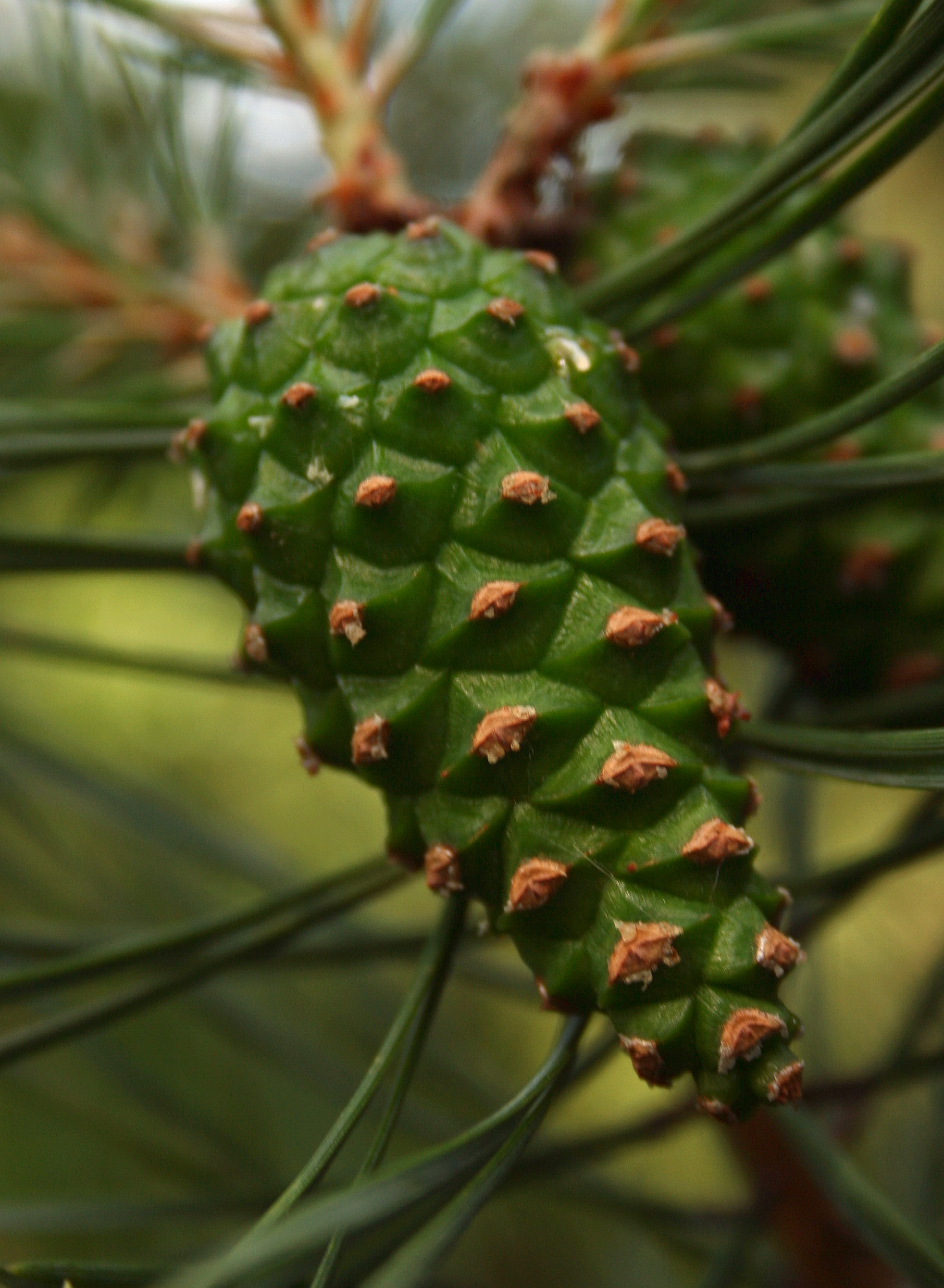
Unreifer Zapfen der Waldkiefer (Pinus sylvestris), die Apophyse ist noch grün, der Umbo schon braun

Die Apophyse oder der Schuppenschild ist der beim ausgewachsenen aber noch geschlossenen Zapfen von Kiefern (Pinus) außen sichtbare Teil der Samenschuppen. Dieser ist bei den Vertretern der Untergattungen Pinus und Strobus – letztere mit Ausnahme der Subsektion Strobus – deutlich dicker als die Schalenspitzen anderer Vertreter der Familie der Kieferngewächse.
Der mehr oder weniger in der Mitte der Apophyse liegende Bereich wird Umbo oder Nabel genannt. Er entspricht dem äußeren Teil der Samenschuppen nach dem ersten Jahr des Zapfenwachstums. Der Umbo kann flach oder hornartig ausgebildet sein, bei vielen Kiefernarten ist der Umbo mit einem Stachel bewehrt. Der Ausdruck Umbo stammt aus dem Lateinischen und bezeichnet den Schildbuckel.

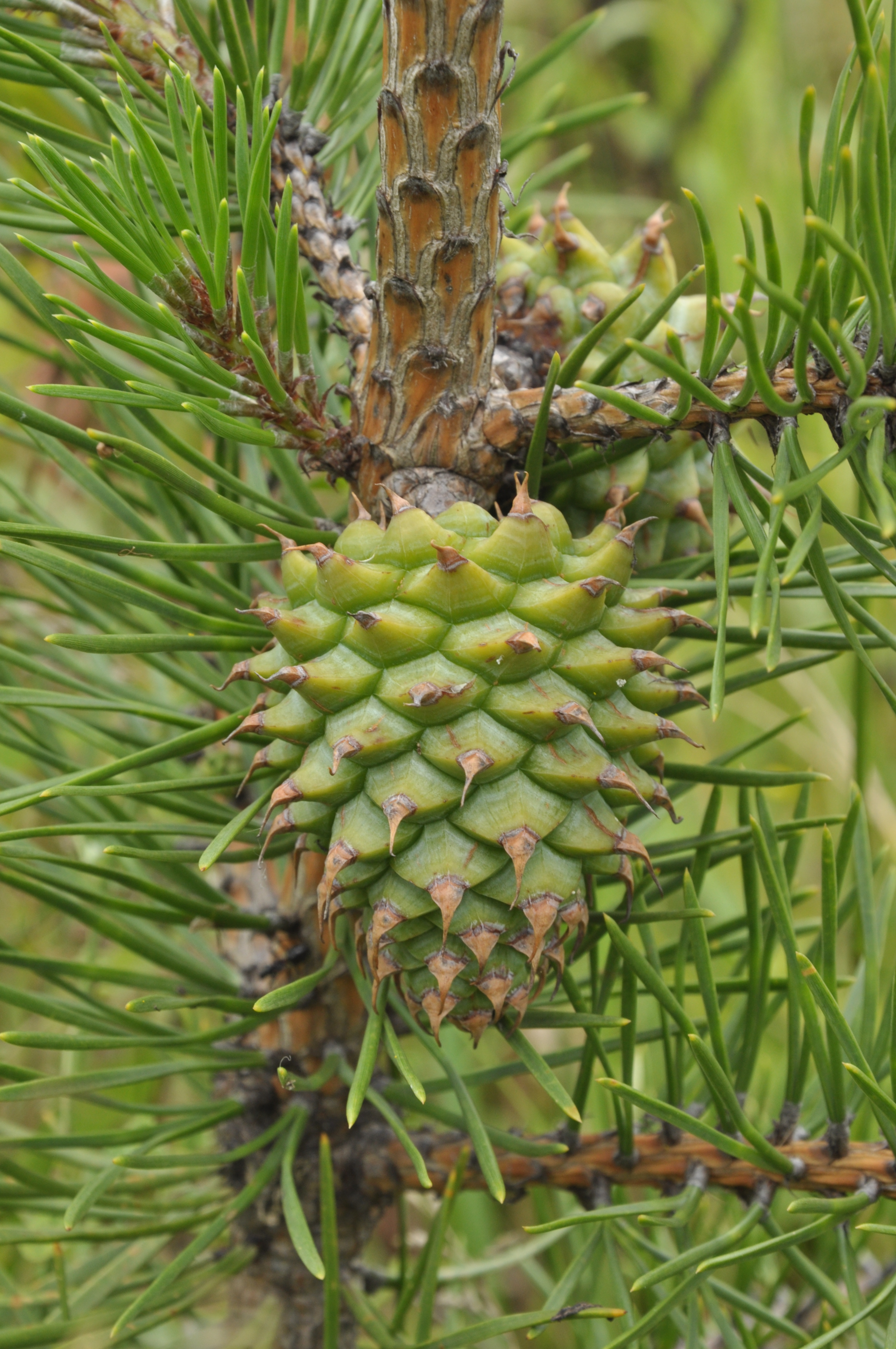
Ungeöffneter Zapfen von Pinus pungens mit deutlich bewehrten Umbos
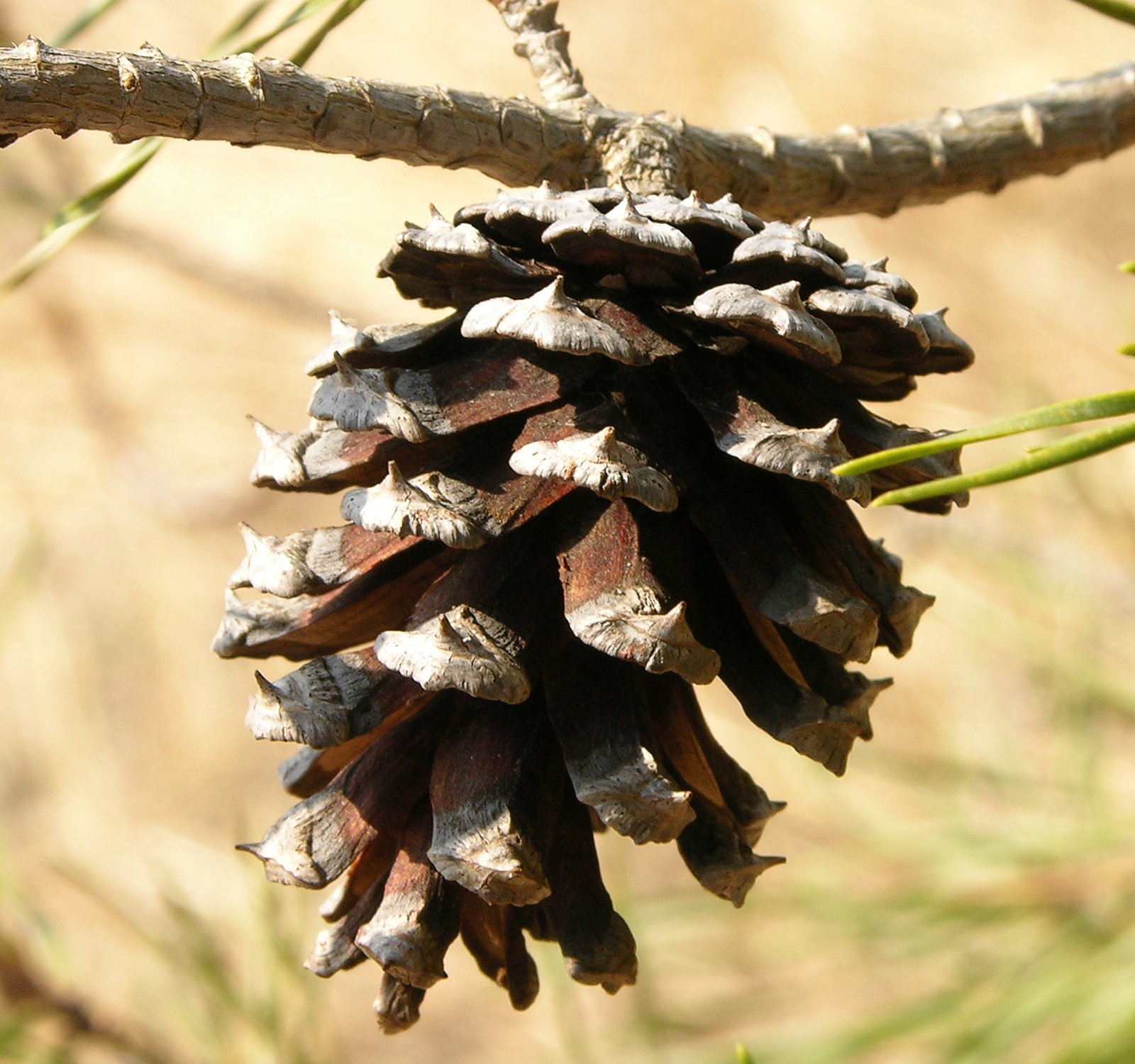
Apophyse und Umbo bei einem reifen, geöffneten Zapfen von Pinus virginiana